# مين يو

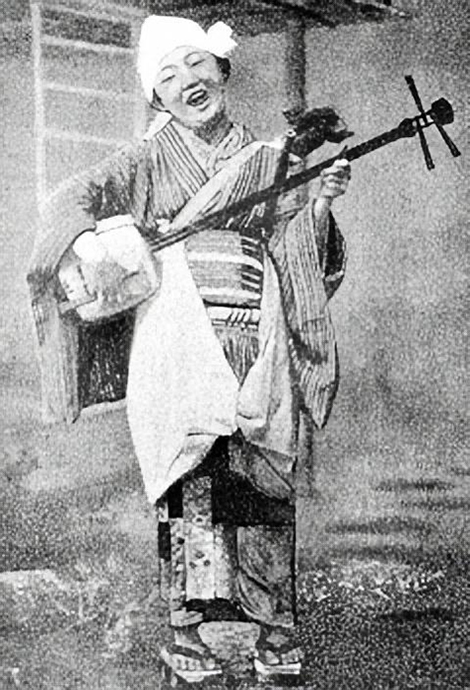
غايشا تحمل آلة الشاميسن

المين'يو (民謡 Min'yō؟) هو نوع من الموسيقى اليابانية التقليدية. المصطلح هو ترجمة للكلمة الألمانية "Volkslied" التي تعني (الأغنية الشعبية) وقد تم استخدامها فقط منذ القرن العشرين. تشمل التسميات اليابانية التقليدية التي تشير إلى النوع نفسه إلى حد ما «إناكا بوشي» («أغنية الريف») «إناكا بوري» («نغمة الريف»)، «هينا أوتا» («الأغنية الريفية») وما شابه ذلك، ولكن بالنسبة لمعظم الناس الذين غنوا هذه الأغاني كانوا ببساطة يسمونها «أوتا» (أغنية). يستخدم مصطلح مين'يو في بعض الأحيان أيضًا للإشارة إلى الأغاني التقليدية للبلدان الأخرى، على الرغم من أن هناك صفة سابقة مطلوبة مثل: فورانسو مين'يو "Furansu min'yō" التي تعني الأغنية الشعبية الفرنسية؛ لهذا السبب، تشعر العديد من المصادر باللغة اليابانية أيضًا بالحاجة إلى تمهيد المصطلح «نيهون»: نيهون مين'يو = أغنية شعبية يابانية [تقليدية].
ترتبط العديد من موسيقى المين'يو بأعمال وتجارات محددة وكانت تغنى في الأصل بين العمل أو في وظائف معينة. كما قد تغنى ببساطة كترفيه، أومرافقة للرقص، أو كعنصر في الطقوس الدينية.
تختلف المين'يو أيضًا على حسب مناطق اليابان، حيث تتميز كل منطقة بأغانيها وأساليبها المفضلة. وعادة ما يتم استبعاد الأغاني التي عثر عليها في جزيرة هوكايدو في أقصى الشمال التي تغنى بها شعب الأينو من فئة المين'يو. أما في أقصى الجنوب، (خاصةً أوكيناوا)، تطورت أيضًا أنواع مختلفة منها، تختلف في بنية النطاق واللغة والأشكال النصية.
معظم الأغاني الشعبية اليابانية المتعلقة بالعمل كانت في الأصل تغنى بدون مرافق، إما بمفردها أو بواسطة مجموعات (غير متجانسة). تعرض بعض الأغاني نفس النوع من «الاتصال والاستجابة» كالتي تردد غالبًا في موسيقى الزنوج الجنوبيين الذي يعملون في الحقول بالولايات المتحدة. ومع ذلك فخلال فترة إيدو، أضيفت آلات الشاميسن والشاكوهاشي وشينوبو إلى ألحان المين'يو. وغالبًا ما ترافقها أيضا أدوات الإيقاع، وخاصة الطبول، عند استخدام هذه الأغاني في الرقصات أو الاحتفالات الدينية. ولكن بعض هذه الآلات المرافقة، بدورها، أصبحت مستقلة، وولدت أنواع موسيقية منفردة مثل تسوجارو-جاميسن، والإينكا والعديد من الأنواع الشعبية الأخرى.
خلال القرن العشرين، تم تغيير العديد من الأغاني لتصبح ألحانا صعبة للغاية لا يمكن اتقانها إلا بصرف وقت وجهد كبيرين. في يومنا الحاضر تعد المين'يو شكلاً من أشكال الموسيقى الفنية، وغالبًا ما تدرس من طرف معلمين محترفين قد يمنحون تراخيص وأسماء مهنية للطلاب الرائدين في هذا النوع.
في الوقت نفسه، وعلى عكس «المين'يو المسرحي» لهؤلاء المحترفين، تم إنشاء مئات من «جمعيات المحافظة» (هوزونكاي) لمساعدة الأغاني على البقاء في أشكالها التقليدية. وبالتالي، قد يتم غناء أغاني العمل بدون مرافق، وربما أثناء تقليد أو تنفيذ الأفعال الأصلية للعمل الذي تغنى فيه الأغنية. ولكن معظم هذه الجمعيات «تحافظ» على أغنية محلية واحدة فقط.
كما تقام أيضًا مئات من مسابقات المين'يو، وطنيا أو محليا، ولكن مرة أخرى غالبًا ما تكون المسابقات عن أغنية واحدة فقط.
لكثير من اليابانيين، تثير أغاني المين'يو، الحنين إلى «الموطن» و«الأسرة» سواء حقيقي أو متخيل؛ ومن هنا جاءت المقولة الشائعة بين الممارسين ومحبي هذا النوع: «الأغنية الشعبية هي موطن القلب» / "Min'yō wa kokoro no furusato".
يجب تمييز المين'يو، الأغنية الشعبية اليابانية التقليدية، عن ما يسميه اليابانيون fōku songu، من العبارة الإنجليزية «الأغنية الشعبية». فتلك أغاني على النمط الغربي، غالبًا ما تكون مصحوبة بالإيتار ومؤلفة بشكل عام مؤخرًا، من النوع المرتبط ببوب ديلن وبيتر وبول وماري وما شابهها، وهي شائعة في اليابان منذ الستينيات. وهناك اتصال ضئيل بين هذين العالمين، المين'يو وفوكو سونغو.